# Fleigneux
Fleigneux est une commune française située dans le département des Ardennes, en région Grand Est.

## Géographie
Les communes limitrophes sont  Bouillon, Floing, Illy et Saint-Menges.
| Vresse-sur-Semois ( Belgique) |           | Bouillon ( Belgique) |
| Saint-Menges                  | Fleigneux | Illy                 |
|                               | Floing    |                      |

Fleigneux est située à une altitude de 270 m. Sa superficie est de 14 km2 et comptait au dernier recensement de 2008 220 habitants (densité de 16 habitants par km²)
Fleigneux est située à environ 17 km à l'est de Charleville-Mézières et 6,5 km à l'ouest de Sedan et fait partie de la communauté de communes du Pays Sedanais. Elle est délimitée au nord par la frontière belge.

### Hydrographie
La commune est dans le bassin versant de la Meuse au sein du bassin Rhin-Meuse. Elle est drainée par le ruisseau de la Habelle, le ruisseau du Pre de l'Ermitage, le ruisseau de la Belle Taille, le ruisseau de Floing, le ruisseau des Clairs Chenes, le ruisseau de Rebais et divers autres petits cours d'eau,.

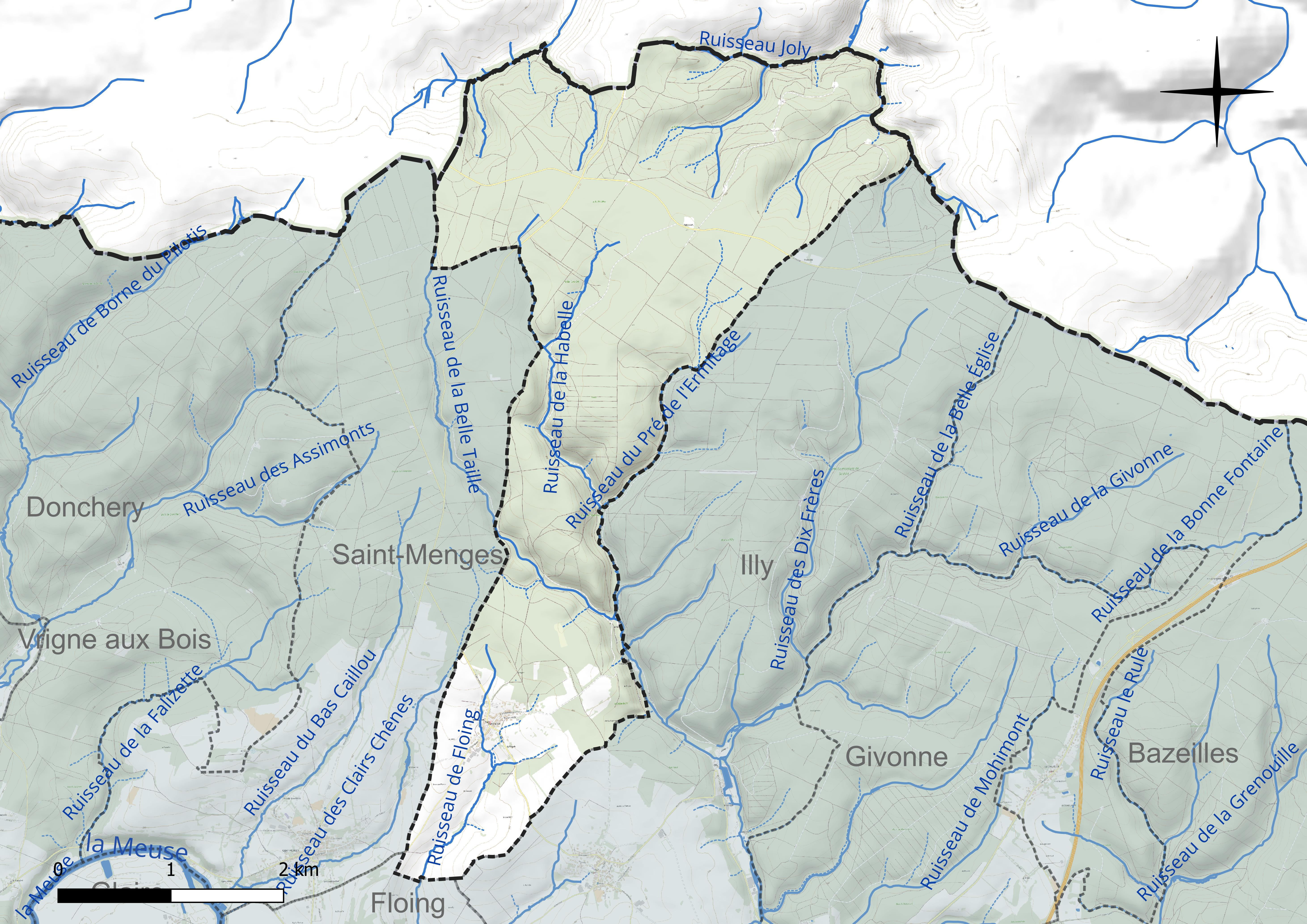
Réseau hydrographique de Fleigneux.

### Climat
Pour des articles plus généraux, voir Climat du Grand Est et Climat des Ardennes.
En 2010, le climat de la commune est de type climat de montagne, selon une étude du Centre national de la recherche scientifique s'appuyant sur une série de données couvrant la période 1971-2000. En 2020, Météo-France publie une typologie des climats de la France métropolitaine dans laquelle la commune est exposée à un climat océanique altéré et est dans la région climatique Lorraine, plateau de Langres, Morvan, caractérisée par un hiver rude (1,5 °C), des vents modérés et des brouillards fréquents en automne et hiver.
Pour la période 1971-2000, la température annuelle moyenne est de 9,1 °C, avec une amplitude thermique annuelle de 15,1 °C. Le cumul annuel moyen de précipitations est de 1 053 mm, avec 14,3 jours de précipitations en janvier et 10,1 jours en juillet. Pour la période 1991-2020, la température moyenne annuelle observée sur la station météorologique de Météo-France la plus proche, « Douzy », sur la commune de Douzy à 11 km à vol d'oiseau, est de 10,5 °C et le cumul annuel moyen de précipitations est de 857,0 mm. 
La température maximale relevée sur cette station est de 40,3 °C, atteinte le 25 juillet 2019 ; la température minimale est de −14,8 °C, atteinte le 3 janvier 2004,,.
Les paramètres climatiques de la commune ont été estimés pour le milieu du siècle (2041-2070) selon différents scénarios d'émission de gaz à effet de serre à partir des nouvelles projections climatiques de référence DRIAS-2020. Ils sont consultables sur un site dédié publié par Météo-France en novembre 2022.

## Urbanisme

### Typologie
Au 1er janvier 2024, Fleigneux est catégorisée commune rurale à habitat dispersé, selon la nouvelle grille communale de densité à 7 niveaux définie par l'Insee en 2022.
Elle est située hors unité urbaine. Par ailleurs la commune fait partie de l'aire d'attraction de Sedan, dont elle est une commune de la couronne,. Cette aire, qui regroupe 31 communes, est catégorisée dans les aires de moins de 50 000 habitants,.

### Occupation des sols
L'occupation des sols de la commune, telle qu'elle ressort de la base de données européenne d’occupation biophysique des sols Corine Land Cover (CLC), est marquée par l'importance des forêts et milieux semi-naturels (84,3 % en 2018), une proportion identique à celle de 1990 (84,3 %). La répartition détaillée en 2018 est la suivante : 
forêts (84,3 %), prairies (10,7 %), terres arables (2,6 %), zones agricoles hétérogènes (2,4 %). L'évolution de l’occupation des sols de la commune et de ses infrastructures peut être observée sur les différentes représentations cartographiques du territoire : la carte de Cassini (XVIIIe siècle), la carte d'état-major (1820-1866) et les cartes ou photos aériennes de l'IGN pour la période actuelle (1950 à aujourd'hui).

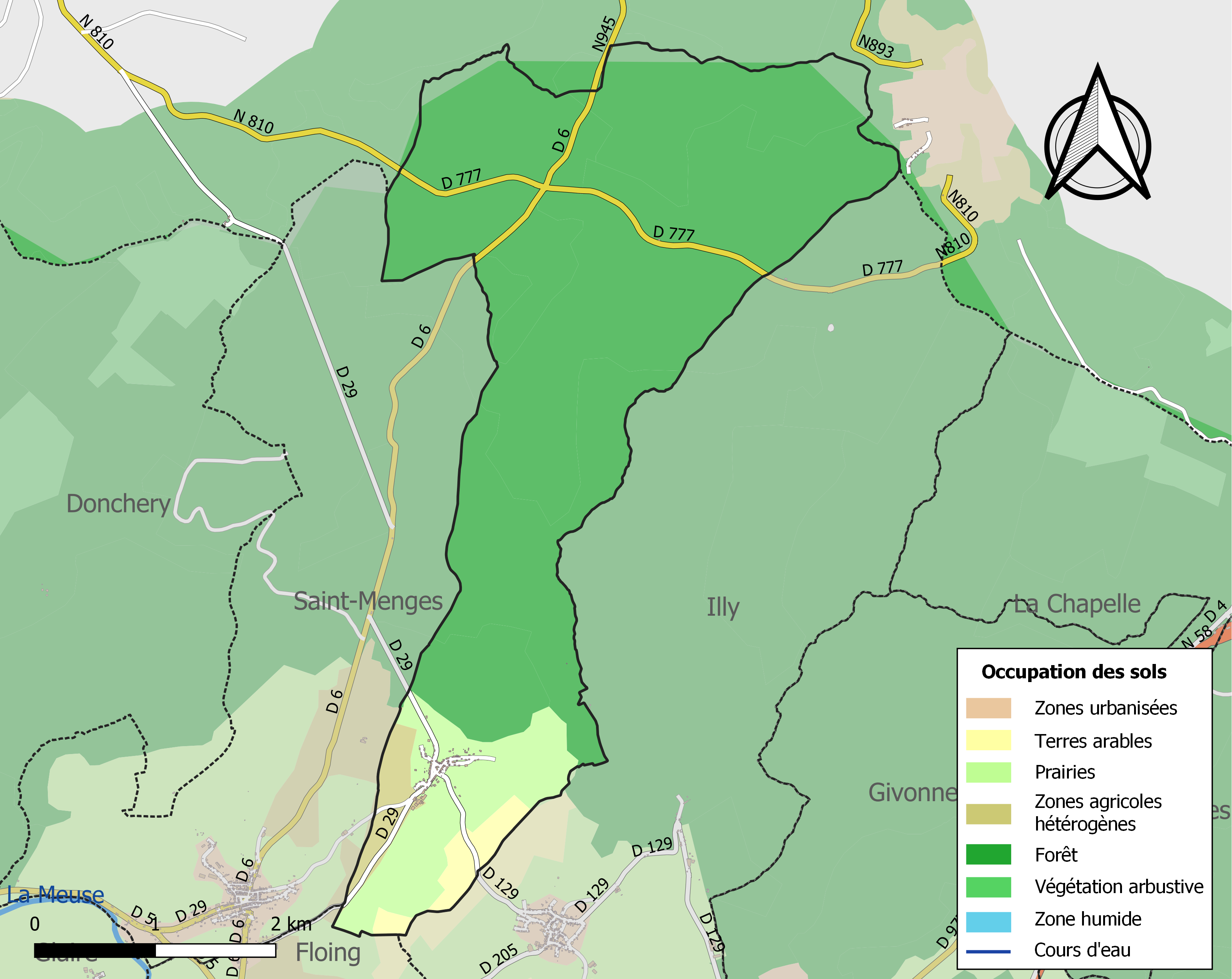
Carte des infrastructures et de l'occupation des sols de la commune en 2018 (CLC).

## Histoire
Dans les anciens écrits, Fleigneux a été rapporté sous divers noms : Flagnuel de Imperio, Flaingnoel, Flaingnuel, Fligneux, Flaigneux et Flaingneux.
Au VIe siècle, Faigneux faisait partie de la Terre de Douzy que Clodoald (saint Cloud), petit-fils de Clovies Ier, a donné à l'église de Reims.
En 772, l'évêque Turpin la restitue à Charlemagne, puis sous Charles le Chauve elle passe aux archevêques de Reims puis aux rois de France et des empereurs d'Allemagne. Néanmoins l'église de Reims conserve le droit de suzeraineté.
En 1095, Fleigneux est sous l'autorité de Godefroid de Bouillon, et lors de son départ en croisade il remet ses domaines à l'évêque de Liège mais Faigneux était déjà sous la suzeraineté de Reims d'où le conflit entre les deux églises jusqu'au traité de Francheval, en 1259.
De 1560 à 1642, Fleigneux fait partie de la principauté de Sedan et est réunie à la France en même temps.
En 1744, Louis XV confirme les privilèges concédés dans ses bois par Henri-Robert de La Marck, en 1574.
Le dimanche 12 mai 1940, lors de la bataille de France, Fleigneux tombe aux mains des Allemands de la 1re Panzerdivision (de Friedrich Kirchner) qui franchit la Meuse dès le lendemain.

## Politique et administration
| Période                                  | Période                   | Identité                                      | Étiquette | Qualité        |
| ---------------------------------------- | ------------------------- | --------------------------------------------- | --------- | -------------- |
| 1876                                     |                           | Grégoire                                      |           |                |
| mars 2001                                | En cours (au 25 mai 2020) | Pierre Cornet, Réélu pour le mandat 2020-2026 |           | Ancien employé |
| Les données manquantes sont à compléter. |                           |                                               |           |                |

## Démographie
L'évolution du nombre d'habitants est connue à travers les recensements de la population effectués dans la commune depuis 1793. Pour les communes de moins de 10 000 habitants, une enquête de recensement portant sur toute la population est réalisée tous les cinq ans, les populations de référence des années intermédiaires étant quant à elles estimées par interpolation ou extrapolation. Pour la commune, le premier recensement exhaustif entrant dans le cadre du nouveau dispositif a été réalisé en 2005.

En 2022, la commune comptait 223 habitants, en évolution de +9,85 % par rapport à 2016 (Ardennes : −2,97 %, France hors Mayotte : +2,11 %).
| 1793 | 1800 | 1806 | 1821 | 1831 | 1836 | 1841 | 1846 | 1851 |
| ---- | ---- | ---- | ---- | ---- | ---- | ---- | ---- | ---- |
| 276  | 271  | 253  | 231  | 299  | 312  | 347  | 357  | 375  |

| 1866 | 1872 | 1876 | 1881 | 1886 | 1891 | 1896 | 1901 | 1906 |
| ---- | ---- | ---- | ---- | ---- | ---- | ---- | ---- | ---- |
| 393  | 405  | 408  | 394  | 372  | 345  | 312  | 292  | 247  |

| 1911 | 1921 | 1926 | 1931 | 1936 | 1946 | 1954 | 1962 | 1968 |
| ---- | ---- | ---- | ---- | ---- | ---- | ---- | ---- | ---- |
| 227  | 190  | 202  | 186  | 159  | 155  | 176  | 139  | 145  |

| 1975 | 1982 | 1990 | 1999 | 2005 | 2006 | 2010 | 2015 | 2020 |
| ---- | ---- | ---- | ---- | ---- | ---- | ---- | ---- | ---- |
| 141  | 158  | 170  | 201  | 224  | 228  | 203  | 209  | 222  |

| 2022 | - | - | - | - | - | - | - | - |
| ---- | - | - | - | - | - | - | - | - |
| 223  | - | - | - | - | - | - | - | - |

## Culture locale et patrimoine

### Lieux et monuments
- La maison forte
- L’église paroissiale Notre-Dame de Fleigneux

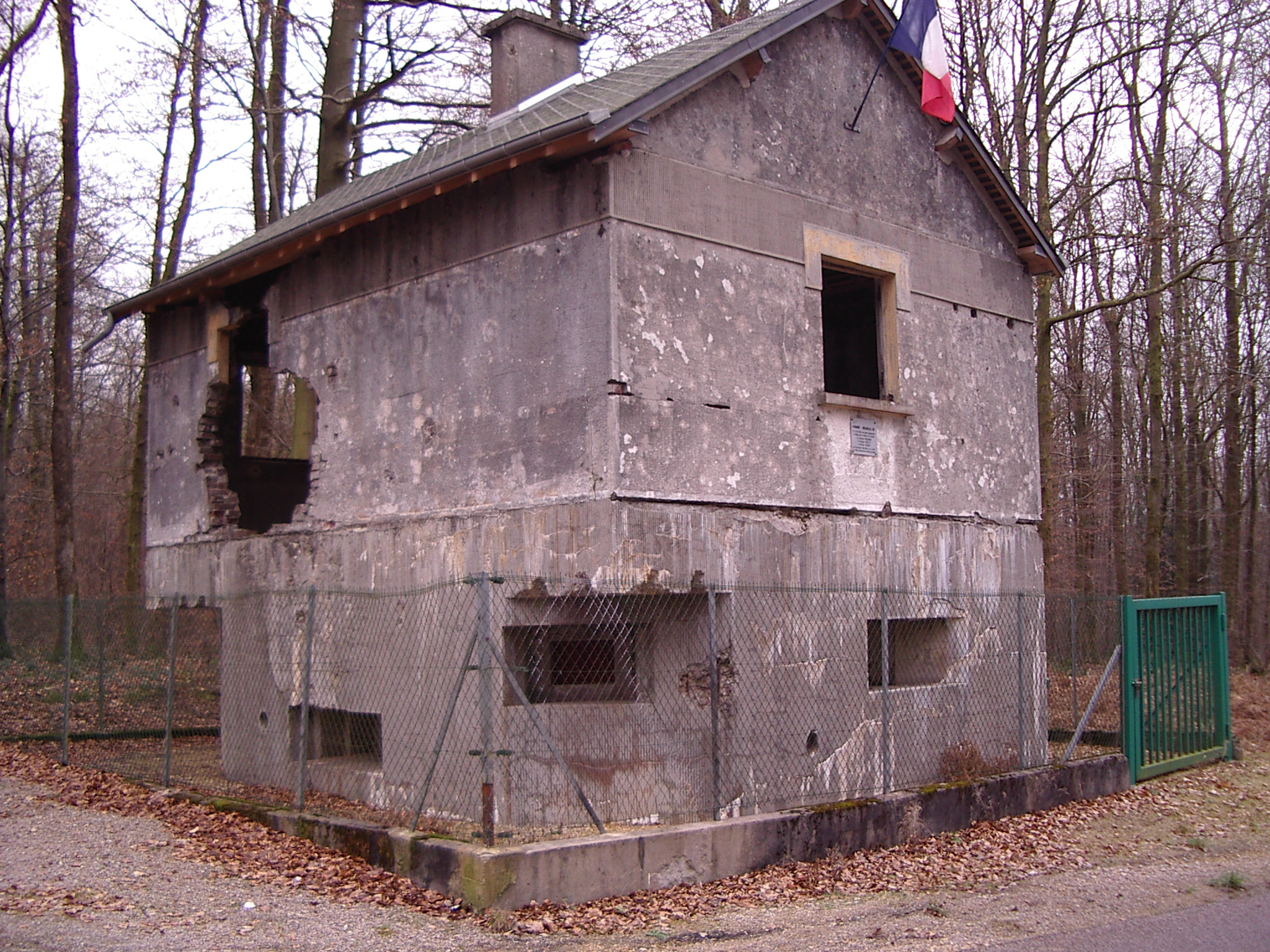
Maison forte.
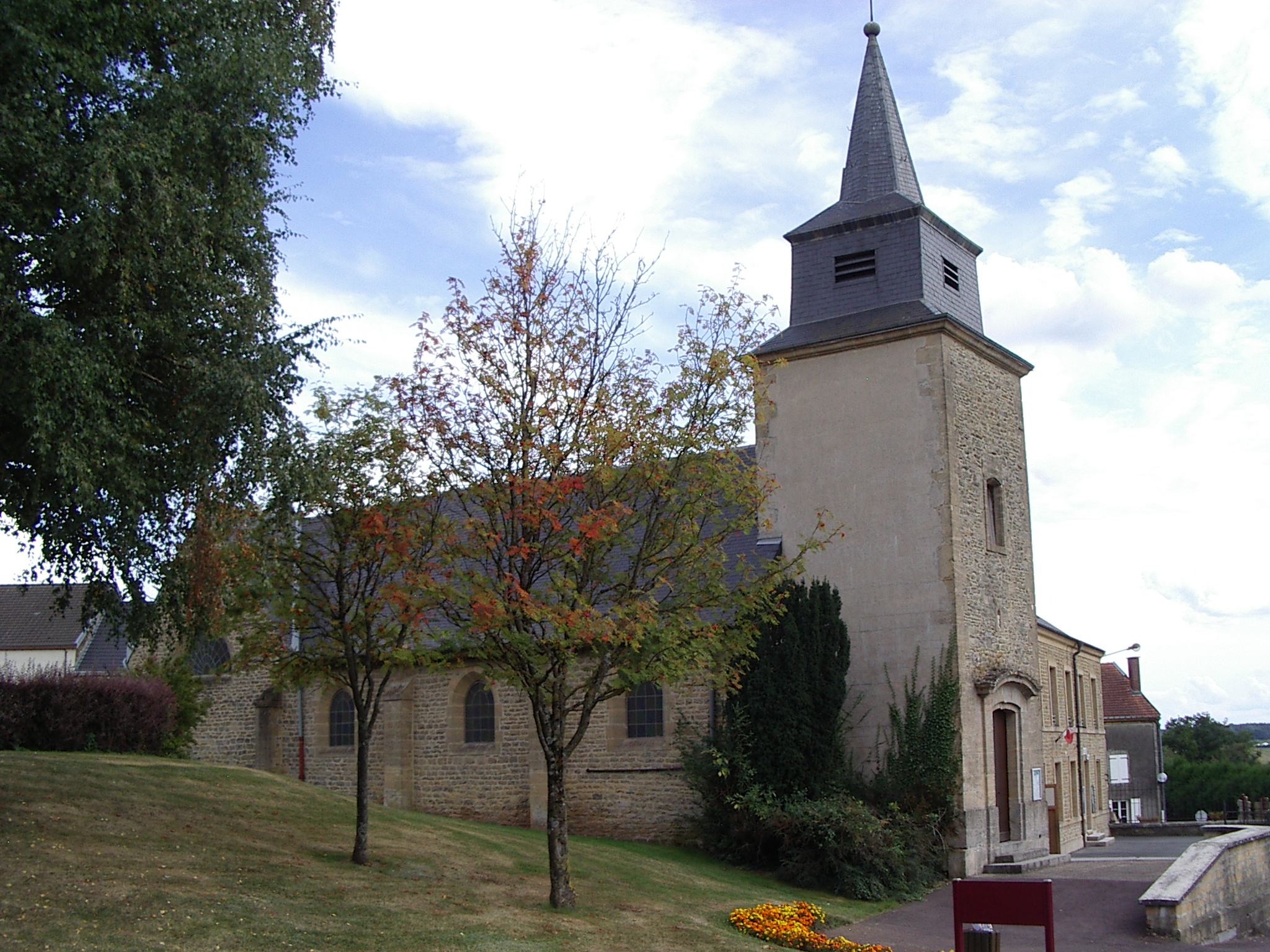
Église paroissiale.
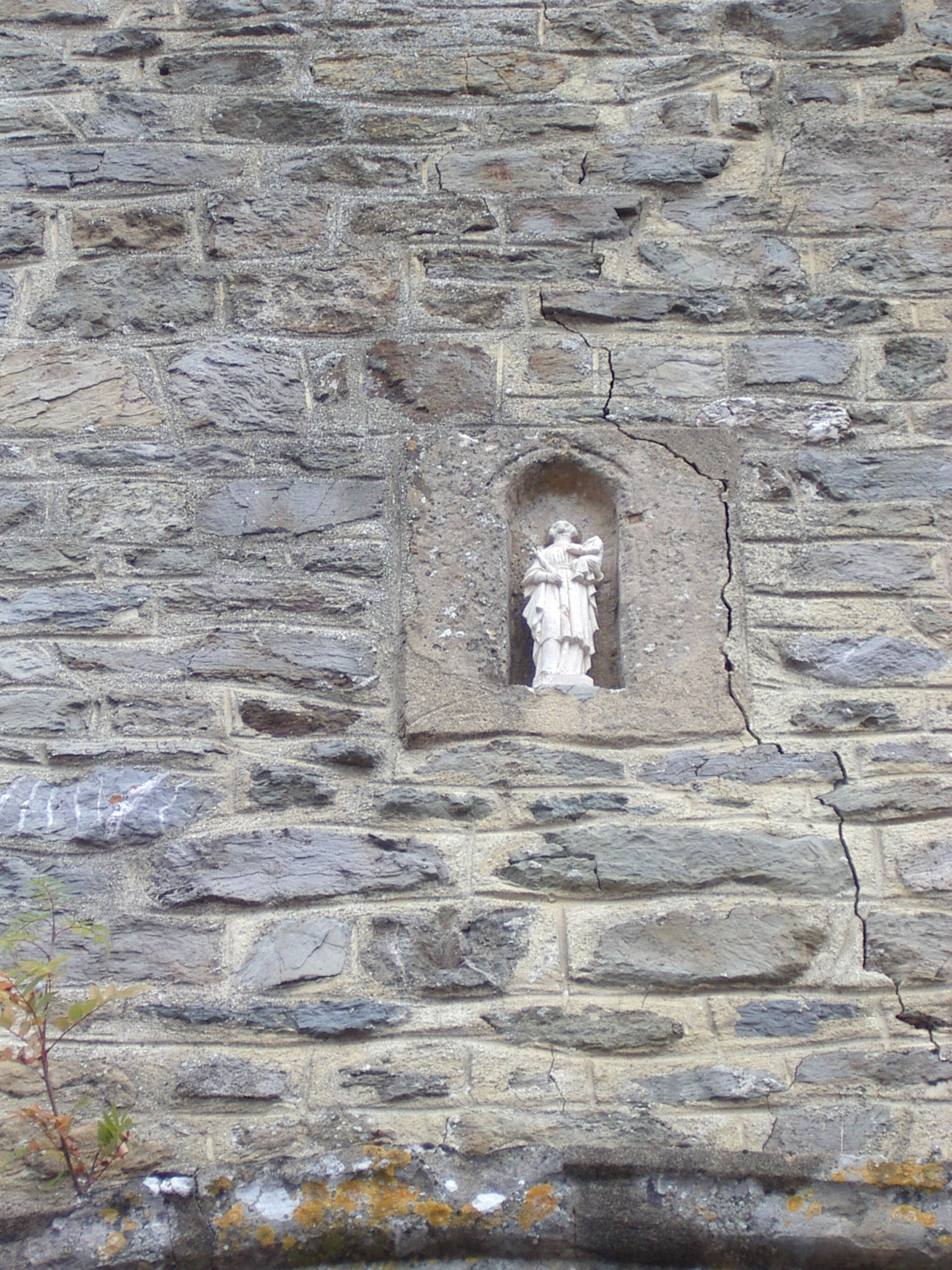
Vierge à l'Enfant dans la niche au-dessus du porche.

### Héraldique
| Armes de Fleigneux | Les armes de Fleigneux se blasonnent ainsi : Taillé : au 1er d’or à l’arbre arraché de sinople, au 2e de sinople à la roue de moulin d’or, à la barre échiquetée d’argent et de gueules de trois tires brochant sur la partition. |